# Ada Thilen
Ada Maria Thilen (Kuopio, 10 de maio de 1852 – Helsinki, 14 de junho de 1933) foi uma pintora finlandesa. Bastante conhecida na Europa por suas paisagens.

## Biografia
Ada nasceu em Kuopio, na região da Savônia do Norte, no então Império Russo, hoje Finlândia, em 1852. Depois de sofrer um acidente na infância, perde um olho e passou a usar um olho de vidro. Seu pai, Julius Gustaf Reinhold Thilén, foi conselheiro da Câmara do Tesouro do Senado. Sua mãe era Vilhelmina Angelika Elisabet Ehrnrooth.
Interessada em arte desde pequena, ela estudou sob a orientação de Hjalmar Munsterhjelm na Academia Real de Artes da Suécia, em Estocolmo e em Paris estudou com Léon Bonnat e Jean-Léon Gérôme. Fez várias viagens para a região da Bretanha, onde pintou vários quadros do cotidiano da população e paisagens. Ada participou de várias exposições de artistas finlandeses entre os anos de 1896 e 1924, com quadros que iam de paisagens a retratos.
Em seus trabalhos é possível ver a influência do realismo francês vigente na época de 1880, bem como influências de pintores italianos. O pouco que se sabe de sua vida é devido ao seu comportamento solitário e por não ter tido tanto interesse por parte dos estudiosos de arte ao longo da vida e depois de sua morte. Ela vem sendo redescoberta na Finlândia nos últimos anos.
Mesmo com apenas um olho, seu talento para pintura é evidente, inclusive em seu auto-retrato de 1896. Enquanto estudava arte, ficou amiga de outras pintoras finlandesas como Helene Schjerfbeck, Maria Wiik and Helena Westermarck.

## Morte
Ada morreu em Helsinki, em 14 de junho de 1933, aos 81 anos.

## Galeria

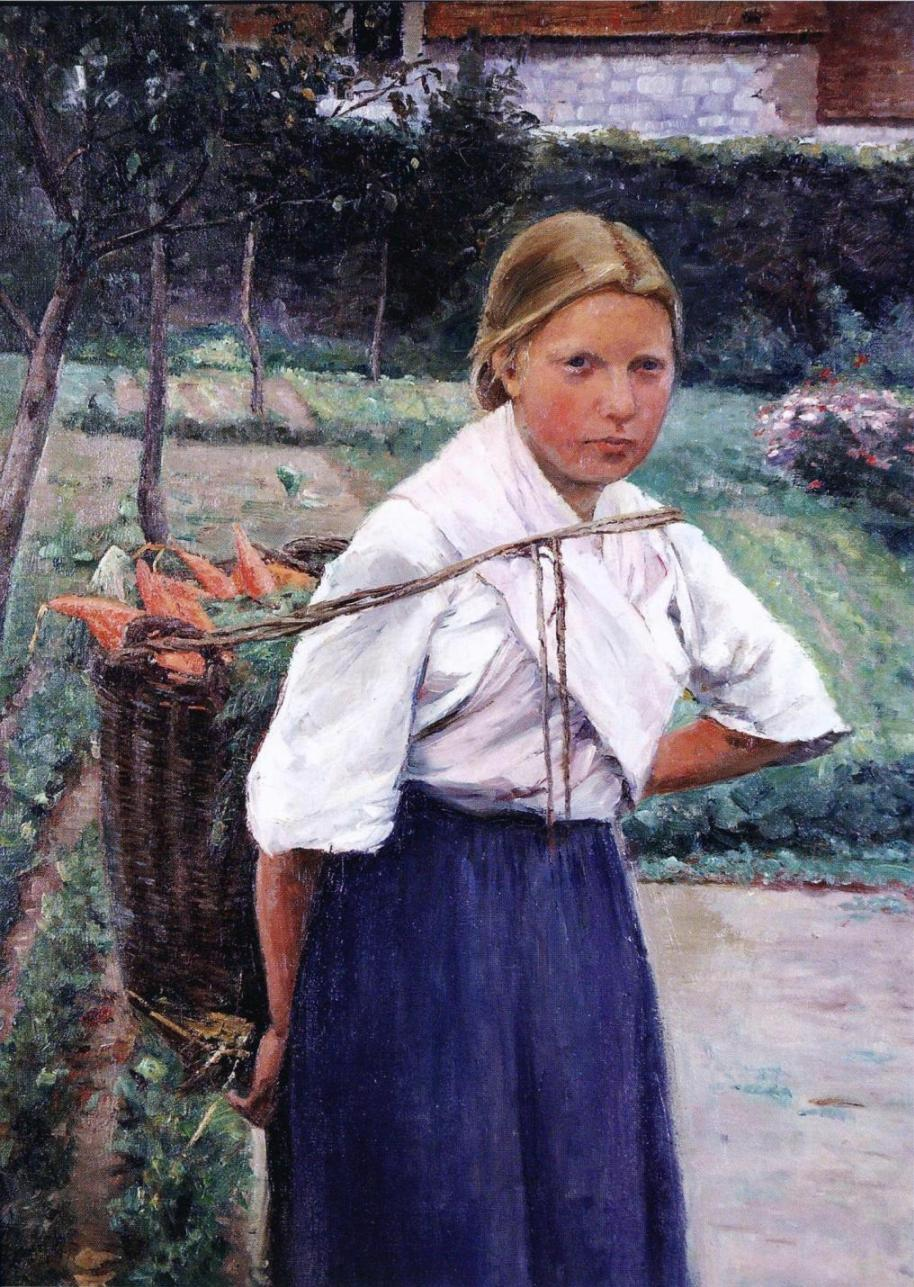
Porkkanoita kantava tyttö (Menina carregando cenouras), óleo sobre tela, cerca de 1889
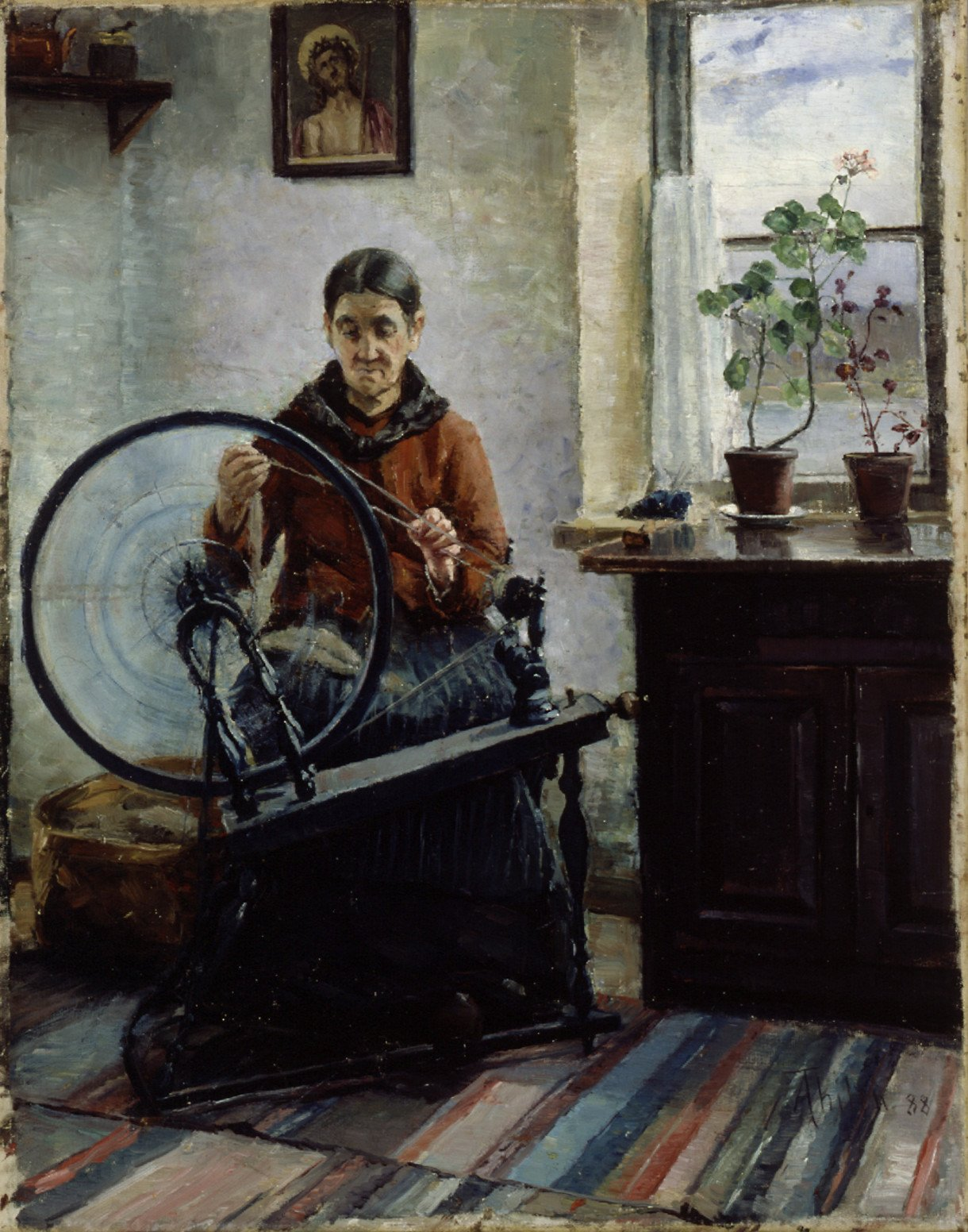
At the Spinning Wheel, óleo sobre tela, cerca de 1888
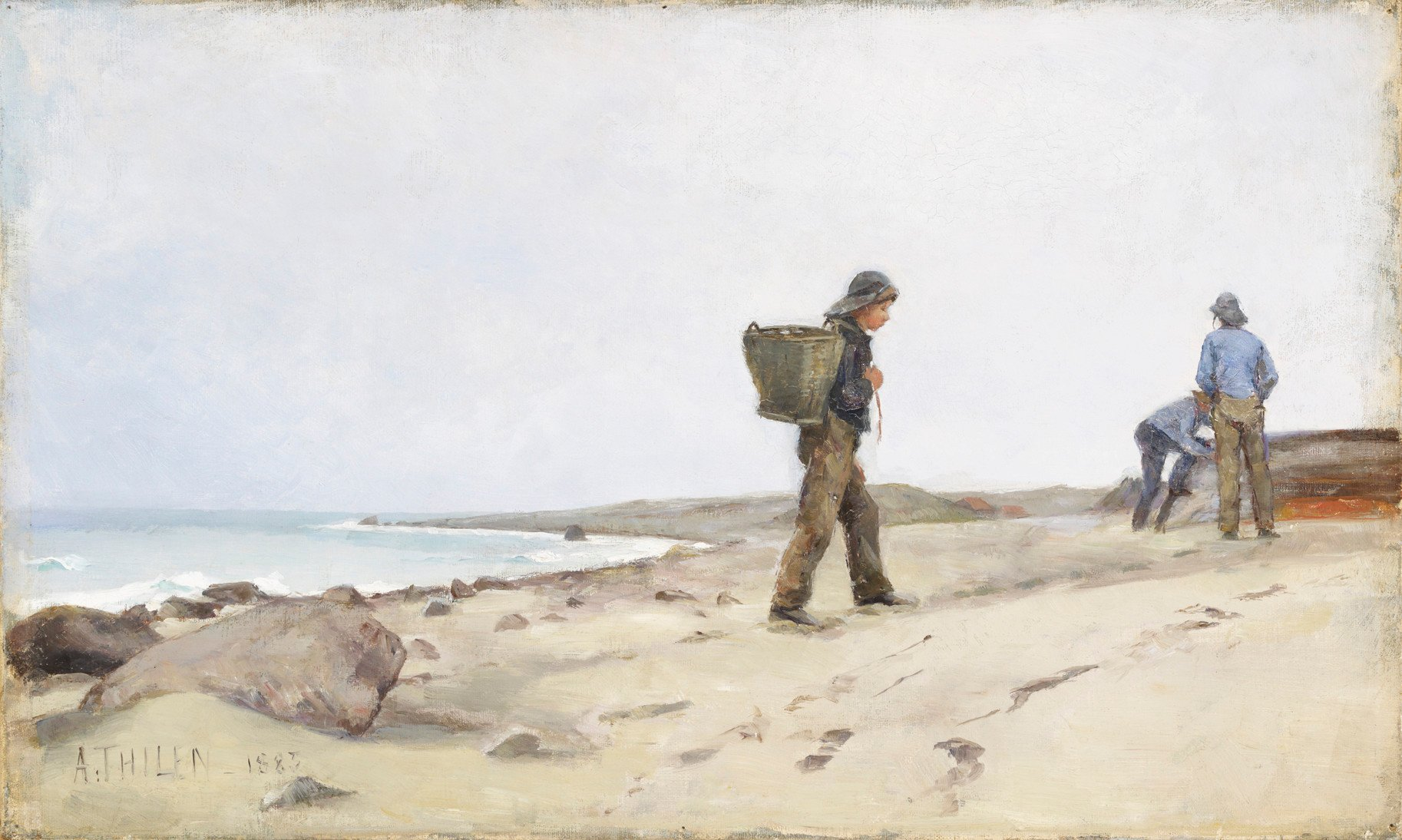
Oyster Pickers, óleo sobre tela, cerca de 1885
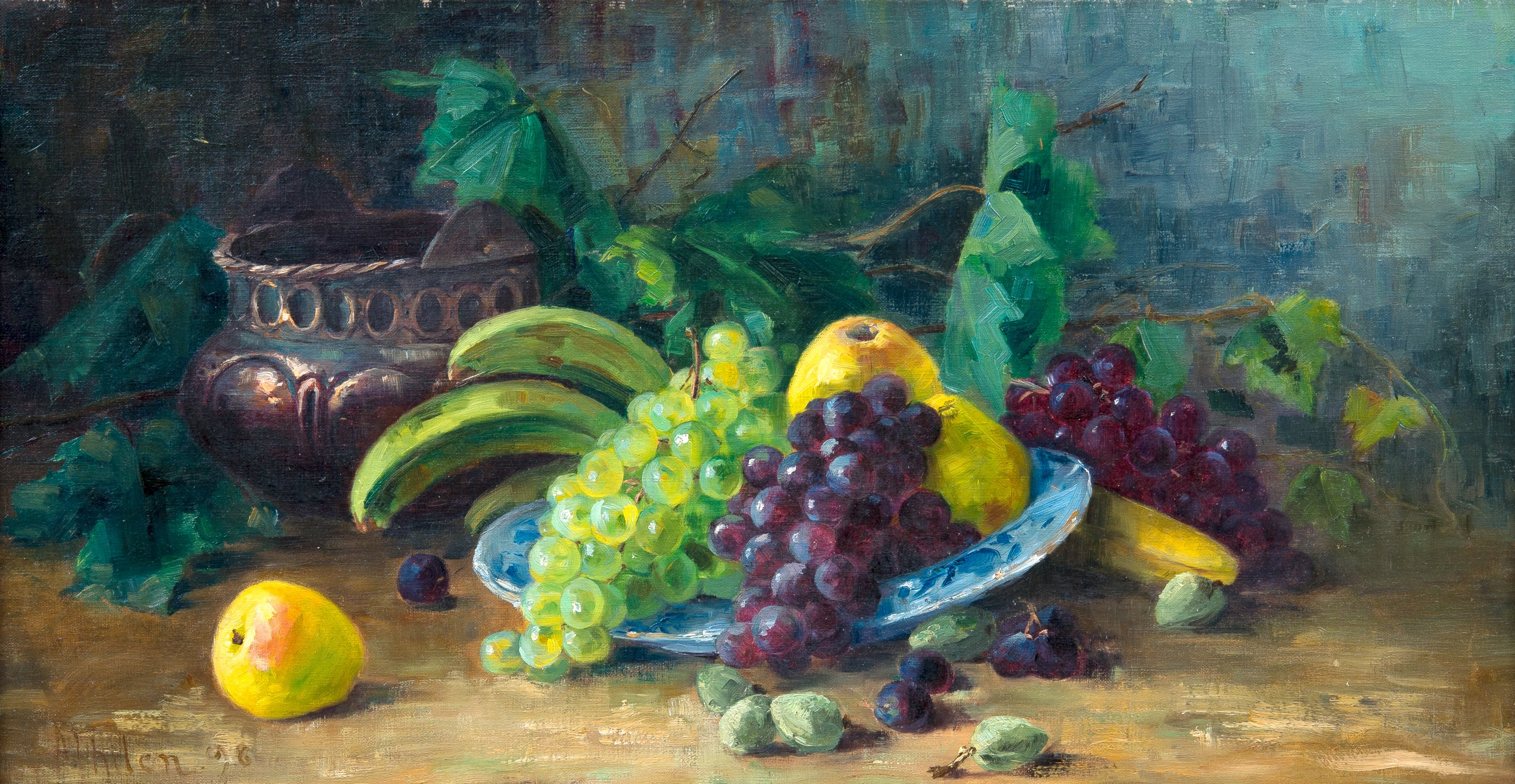
Still life with fruits, óleo sobre tela, cerca de 1896